# 2021 en Équateur
Cet article présente les faits marquants de l'année 2021 en Équateur.

## Évènements
- 7 février : élections législatives et élection présidentielle.
- 23 février : La police annonce que 67 prisonniers sont morts dans des mutineries qui ont éclaté dans trois prisons d'Equateur ; Des troubles sont survenus dans trois prisons à Gayaquil (sud-ouest), Cuenca (sud) et Latacunga (sud), a indiqué la police sur Twitter.
- 11 avril : élection présidentielle (2e tour), Guillermo Lasso est élu.
- 28 septembre : de nouvelles violences ont eu lieu à la prison du Littoral à Guayaquil faisant 118 morts et 86 blessés dans des affrontements entre détenus. Selon le président Guillermo Lasso, c'est le pire massacre carcéral de l'Amérique latine dû à des affrontements entre gangs[1].
- 13 novembre : de nouvelles violences ont eu lieu à cette même prison du Littoral à Guayaquil, faisant 68 morts et 25 blessés.